# Danuta Przesmycka
Danuta Przesmycka (ur. 25 października 1926 w Mińsku Mazowieckim, zm. 18 marca 2024) – polska aktorka teatralna, dubbingowa i filmowa.

## Życiorys
W 1949 ukończyła Państwową Wyższą Szkołę Aktorską w Warszawie. Za swoją twórczość dla dzieci i młodzieży została uhonorowana nagrodą Prezesa Rady Ministrów w 1958 roku.
Swoją karierę sceniczną rozpoczęła w teatrze Dzieci Warszawy (1947–1949), a następnie występowała na deskach teatrów: Polskiego (1950, 1953), Nowej Warszawy (1951–1952), Estrady (1956), Młodej Warszawy (1956–1957) oraz Klasycznego (1958–1970). Często współpracowała z dubbingiem i Teatrem Telewizji.
Karierę aktorską zakończyła w latach dziewięćdziesiątych.
Zmarła w wieku 97 lat, została pochowana na Cmentarzu Parafii św. Teresy od Dzieciątka Jezus i Męczenników Rzymskich w Warszawie-Włochach.

## Filmografia
- 1964: Beata – kelnerka
- 1965: Sam pośród miasta

## Dubbing
- 1960: Nowa atrakcja
- 1960: Sombrero
- 1961: Piotruś Pan – Wanda
- 1962: Wielka, większa i największa – Irka „Ika” (głos)
- 1978: Proszę słonia – Pinio
- 1988-1990: Kocia ferajna – Munio (pierwsza wersja)
- 1988-1990: Jetsonowie – Elroy (pierwsza wersja; odc. 3-5, 7-10, 28-29, 33-34)
- 1968: Proszę słonia – Pinio
- 1971: Gol – chłopiec
- 1975-1976, 1982-1983: Pszczółka Maja – Pływaczek
- 1986: Bolek i Lolek na Dzikim Zachodzie – Lolek
- 1987: Kocia ferajna w Beverly Hills – Munio (pierwsza wersja)
- 1985-1991: Gumisie
- 1990-1992: Muminki
- 1992: Film pod strasznym tytułem